# Núcleo de Estudantes de Medicina da Associação Académica de Coimbra
Fundado a 4 de maio de 1998, o Núcleo de Estudantes de Medicina da Associação Académica de Coimbra (NEM/AAC) procurou, desde então, afirmar-se como o legítimo representante dos cerca  de 2400 estudantes da Área Médica da Faculdade de Medicina da Universidade de Coimbra, sendo parte integrante da secular Academia Coimbrã. Apresentando-se como uma casa em que os sonhos, a reivindicação, a inspiração, a ambição, o empreendedorismo, a excelência e a dedicação se centram como os valores que a regem, o NEM/AAC procura complementar a formação dos seus colegas em várias áreas, como a vertente científica, humanística, cultural, desportiva e pedagógica. Constitui, assim, um pilar do NEM/AAC fornecer as ferramentas necessárias para que os estudantes que representa sejam agentes de mudança numa sociedade em que a inovação e o progresso sustentam a saúde global.

## Objetivos
O NEM/AAC tem como principal missão a defesa intransigente dos interesses e direitos dos estudantes que representa, ambicionando enriquecer e complementar a experiência de todos os que passam pela nossa Faculdade, através da formação de profissionais mais humanos e completos, almejando alcançar um ensino e educação médica de excelência para todos e colmatando diversas falhas ao longo do nosso percurso formativo. Ainda mais, esta premissa assume um papel de especial importância tendo em conta as incertezas e desafios que os estudantes de medicina enfrentam atualmente após o término do curso.

### Visão
- Estudantes de Medicina formados para, através da excelência científica e humana, liderar a sociedade na inovação e progresso da saúde global.

### Missão
- Representar os Estudantes de Medicina promovendo uma melhoria contínua das suas condições académicas e criando oportunidades a nível da educação formal e não formal.
- Fomentar, em colaboração com os agentes da sociedade, o papel ativo dos estudantes na comunidade, assim como, incitar a sua proatividade na procura de novos caminhos.

## Estruturas do NEM/AAC
O Núcleo de Estudantes de Medicina é composto por 3 órgãos:
- Mesa do Plenário - Órgão que dirige os trabalhos no Plenário de Núcleo;[4]
- Plenário - Órgão deliberativo máximo do NEM/AAC, composto por todos os estudantes representados pelo Núcleo; [4]
- Direção do NEM/AAC (DNEM) - Órgão executivo máximo do NEM/AAC.[4]

## Departamentos
A atual Direção do NEM/AAC é composta por vinte e oito estudantes do Mestrado Integrado em Medicina (MIM) da Faculdade de Medicina da Universidade de Coimbra (FMUC). Vinte e oito estudantes que, com a sua experiência, motivação e dedicação, se apresentam, perante os estudantes, como uma equipa coesa e unida, pautada por ambicionar a aproximação aos estudantes e que se encontra, assim, empenhada em diversos departamentos e projetos.

### aNEMia
A revista aNEMia integra um dos mais recentes departamentos do NEM/AAC, ganhando um novo lugar de destaque nos meios de ligação com os estudantes. Escrita e desenhada por estudantes da FMUC, tem como público alvo os seus colegas mas, também, qualquer outro leitor, pois encontra-se disponível online e abrange temas da atualidade de todos.

### Departamento de Arte e Lazer (DAL)
O DAL pretende contribuir para o desenvolvimento do interesse dos estudantes na arte e cultura. Para isto, organiza diversas atividades ao longo do ano, nas quais os alunos têm a oportunidade de criar, pintar, representar, dançar e entrar em contacto com diferentes perspetivas de vida.

### Departamento de Investigação e Formação (DIF)
O DIF tem como objetivo incentivar e melhorar a prática médica dos estudantes através da aprendizagem de competências técnicas, sejam estas na área de emergência médica ou da prática clínica diária. Além desta vertente formativa, foca-se também na promoção da investigação, através de workshops e palestras um ensino dirigidos à prática, complementando o ensino teórico do estudante.

### Departamento de Educação Médica (DEM)
O DEM  pretende esclarecer os estudantes da FMUC sobre os temas mais pertinentes da Educação Médica, bem como defender os seus direitos e principais interesses. Tem uma grande ação a nível da Associação Nacional de Estudantes De Medicina (ANEM), com a sua participação no Grupo de Trabalho de Educação Médica. 

### In4Med
O In4Med que teve a sua primeira edição em 2011 e que atualmente se realiza no Convento de São Francisco, em Coimbra. É um congresso médico-científico organizado por e para estudantes e é considerado um dos maiores projetos do NEM/AAC, com grande prestígio nacional e internacional.  O seu grande objetivo é auxiliar na formação médica, contando com palestras, debates, concursos e muito mais, sobre várias áreas médicas.

### Departamento deMarketinge Comunicação (DMC)
Fundado em 2020 o DMC é um departamento promissor, onde competências transversais do mundo moderno assumem um papel de destaque. Na sua composição estão duas equipas multidisciplinares: a Equipas de Imagem e Comunicação (EIC) e a Equipa de Marketing e Fundraising (EMF). A EIC é o responsável pela imagem e design do núcleo tendo, ainda, como ramos a fotografia, a edição, o vídeo ou o design gráfico, permitindo a partilha de múltiplas atividades e informações do núcleo, aproximando-o dos estudantes que representa.A EMF permite ao núcleo zelar pela sua sustentabilidade financeira e exponenciar o alcance das suas iniciativas através da exploração de competências de o marketing. É um departamento multifacetado e transversal a todos os outros, que pretende estimular a aproximação estudantil e elevar a representatividade externa.

### Departamento de Mobilidade Internacional (DMI)
O DMI dedica-se a receber estudantes vindos de outros países em diversos programas de mobilidade, assim como auxiliar no processo de divulgação e candidatura aos Programas de Erasmus, Almeida Garrett, Convénios e Intercâmbios SCOPE e SCORE dos alunos da FMUC, contando sempre com múltiplas atividades de integração.

### Departamento Recreativo (DR)
O DR tem como objetivo incentivar a convivência e a interação dos estudantes através de convívios e atividades desportivas. Para além disto, garante ainda um ambiente de união e descontração direcionado especialmente aos alunos da FMUC.

### Departamento de Saúde Pública, Reprodutiva e Ambiental (DSPRA)
O DSPRA, nas suas três vertentes, tem como principal foco de atuação a comunidade. Assim, através da dinamização do mais variado tipo de atividades, pretende formar, consciencializar e dinamizar a sociedade,  motivando a mudança de hábitos de vida e a procura de um futuro mais consciente, através da educação para a saúde e da medicina preventiva.

### Departamento de Voluntariado e Intervenção Social (DVIS)
O DVIS tem o intuito de fomentar o interesse dos alunos pelo Voluntariado e pela componente humana, procurando aproximá-los da comunidade e dar-lhes ferramentas para intervirem na mesma lutando por iguais acessos aos Cuidados de Saúde e colmatar lacunas na sua formação, tornando-os profissionais de saúde mais atentos ao sofrimento do próximo e conscientes dos problemas presentes na comunidade onde estão inseridos.

## Glossário de siglas relacionadas
- NEM/AAC, Núcleo de Estudantes de Medicina da Associação Académica de Coimbra;
- DNEM, Direção do Núcleo de Estudantes de Medicina;
- ANEM, Associação Nacional de Estudantes De Medicina;
- MIM, Mestrado Integrado em Medicina;
- FMUC, Faculdade de Medicina da Universidade de Coimbra;
- DAL, Departamento de Arte e Lazer;
- DIF, Departamento de Ciência e Investigação;
- DEM, Departamento de Educação Médica;
- DMC, Departamento de Marketing e Comunicação
- EIC, Equipa de Imagem e Comunicação;
- EMF, Equipa de Marketing e Fundraising;
- DMI, Departamento de Mobilidade Internacional;
- DR, Departamento Recreativo;
- DSPRA, Departamento de Saúde Pública, Reprodutiva e Ambiental;
- DVIS, Departamento de Voluntariado e Intervenção Social.

## Gerações do NEM/AAC
| Fundadores do NEM/AAC                |
| ------------------------------------ |
| Carlos Cortes                        |
| Óscar Manuel Simões da Silva         |
| Tiago Reis Marques                   |
| Dulce Diogo                          |
| Tiago André da Ponte Marques Taleço  |
| Pedro Filipe Coelho Rocha            |
| Patrícia Dinis Marque Ferrão Morgado |

| Tiago André da Ponte Marques Taleço            | Presidente                                              |
| Pedro Filipe Coelho Rocha                      | Vice-Presidente                                         |
| Óscar Manuel Simões da Silva                   | Tesoureiro                                              |
| Fernando Manuel Frade Domingos                 | Coordenador do Pelouro de Informação                    |
| Patrícia Dinis Marque Ferrão Morgado           | Coordenadora da ANEM/PorMSIC                            |
| Cláudia Catarina Ferreira Chaves Loureiro      | Coordenadora do Pelouro de Ligação aos Órgãos de Gestão |
| João Miguel de Sousa Ribeiro                   | Coordenador do Pelouro de Apoio Social e Escolar        |
| Pedro Miguel Baptista Manso                    | Coordenador do Pelouro Cultural e Desportivo            |
| Núria Santos Coelho Madureira                  | Coordenadora do Pelouro de Pedagogia                    |
| Dora Alexandra Carreira de Oliveira            |                                                         |
| Nuno Miguel Ventura da Silva Leite de Oliveira |                                                         |
| Rui Guimarães                                  |                                                         |

| Pedro Filipe Coelho Rocha                       | Presidente |
| Paulo Jorge Catalino Almeida Ferraz             | Tesoureiro |
| Dora Alexandra Carreira de Oliveira             |            |
| Maria Filipa Cabral Antunes de Seabra Pereira   |            |
| João Miguel de Sousa Ribeiro                    |            |
| Ricardo Jorge Alves Ventura Oliveira Veiga      |            |
| Bruno José de Oliveira Henriques                |            |
| Gisela Margarida Monteiro Dias da Costa         |            |
| Maria Rosário Pereira da Costa dos Santos Silva |            |
| João António da Silva Lopes Bordalo Matias      |            |
| João António Lobo Vicente                       |            |
| Rui Guimarães                                   |            |

| Maria Filipa Cabral Antunes de Seabra Pereira      | Presidente |
| Paulo Jorge Catalino Almeida Ferraz                | Tesoureiro |
| Maria Isabel Jesus Pereira                         |            |
| João Miguel de Sousa Ribeiro                       |            |
| Ricardo Jorge Alves Ventura Oliveira Veiga         |            |
| Maria do Rosário Pereira da Costa dos Santos Silva |            |
| Bruno Miguel Sousa Pinto Santos                    |            |
| Tiago Manuel Pombo Alfaro                          |            |

| Maria Filipa Cabral Antunes de Seabra Pereira | Presidente |
| Ana Sofia Vilano Caetano                      | Teosureiro |
| Maria Isabel Jesus Pereira                    |            |
| João Elói Gonçalves Pereira de Moura          |            |
| Marco João Gil Serôdio                        |            |
| Bruno Miguel Sousa Pinto Santos               |            |
| Tiago Manuel Pombo Alfaro                     |            |
| Sara Figueiredo Santos                        |            |
| Paula Alexandre Gaitas                        |            |

| Licínio Manuel Marques Craveiro              | Presidente      |
| Tiago Manuel Pombo Alfaro                    | Vice-Presidente |
| Bruno Miguel Sousa Pinto Santos              | Tesoureiro      |
| Maria Isabel Jesus Pereira                   |                 |
| Nuno Gonçalo Gomes Fernandes Madeira         |                 |
| Joana Catarina dos Santos Oliveira Domingues |                 |
| Acácio Joaquim Ramos                         |                 |
| Miguel António Mendes Varzielas              |                 |

| Licínio Manuel Marques Craveiro                      |
| Joana Catarina Alçada Tomás da Costa                 |
| Ana Sofia Vilano Caetano                             |
| Luís Linhares dos Santos                             |
| Cláudio Emanuel Gonçalves Quintaneiro                |
| Regina Tatiana Martins de Oliveira e Silva Rodrigues |
| Ana Esmeralda Oliveira Guedes Costa                  |
| Inês Rosendo Carvalho e Silva                        |
| Ricardo Jorge Teixeira Martins                       |
| Marcelo Nuno Castro Alves                            |
| Joana Maria Leitão de Seiça Cortesão                 |

| Joana Catarina Alçada Tomás da Costa                 | Presidente      |
| Luís Linhares dos Santos                             | Vice-Presidente |
| Eduardo Miguel Craveiro Matos                        | Administrador   |
| Diana Raquel Andrade dos Santos Fernandes            | Tesoureiro      |
| Inês Rosendo Carvalho e Silva                        |                 |
| Cláudio Emanuel Gonçalves Quintaneiro                |                 |
| Regina Tatiana Martins de Oliveira e Silva Rodrigues |                 |
| Pedro Filipe de Sousa Andrade                        |                 |
| Ana Rita Domingues da Silva                          |                 |
| Ester Precisosa Maio Nunes Pereira                   |                 |
| Cátia Patrícia Teixeira da Costa Viana               |                 |
| Ana Filipa Geraldo da Silva Couceiro                 |                 |

| Ester Preciosa Maio Nunes Pereira          | Presidente                          |
| Diana Raquel Andrade dos Santos Fernandes  | Vice-Presidente                     |
| Maria Teresa Lopes Frutuoso                | Tesoureiro                          |
| Ricardo José da Cunha Marques              | Secretário                          |
| Cláudia Sofia de Almeida Vicente           |                                     |
| Mário Jorge Neves dos Santos Alcatrão      |                                     |
| Tito Miguel Baptista Dias Correia          |                                     |
| Paulo Alexandre da Costa Neves             |                                     |
| Ana Rita Domingues da Silva                |                                     |
| Sérgio Miguel Carvalho Zenha               |                                     |
| Andreia Vaz Felizes                        |                                     |
| Sofia Manuela Carvalho Gomes               |                                     |
| Mesa do Plenário                           |                                     |
| Eduardo Miguel Craveiro Matos              | Presidente da Mesa do Plenário      |
| Cláudio Emanuel Gonçalves Quintaneiro      | Vice Presidente da Mesa do Plenário |
| Ana Carolina Mendonça Amaro Cabral Viveiro | Secretário da Mesa do Plenário      |

| Paulo Alexandre da Costa Neves            | Presidente                          |
| Andreia Vaz Felizes                       | Vice-Presidente                     |
| Ana Luísa Ferraz de Menezes Sacramento    | Tesoureira                          |
| Ricardo José da Cunha Marques             |                                     |
| Cláudia Sofia de Almeida Vicente          |                                     |
| Pedro Miguel Bernardino Simões            |                                     |
| Inês Maria de Carvalho Lains              |                                     |
| Ricardo Coelho César Anjo                 |                                     |
| Bárbara Juliana Pereira de Sá Sousa       |                                     |
| José Carlos Silva Pereira                 |                                     |
| Luís Rodrigues Amaro                      |                                     |
| Sofia Manuela Carvalho Gomes              |                                     |
| Mesa do Plenário                          |                                     |
| Cláudio Emanuel Gonçalves Quintaneiro     | Presidente da Mesa do Plenário      |
| Diana Raquel Andrade dos Santos Fernandes | Vice-Presidente da Mesa do Plenário |
| Jessica Ruth Fontes da Costa              | Secretário da Mesa do Plenário      |

| Inês Morgadinho Barros de Mesquita         | Presidente                          |
| Ana Rita Silva Machado Tavares da Rocha    | Vice-Presidente                     |
| Luís Miguel Leonardo Machado               | Secretário                          |
| José Carlos Silva Pereira                  | Tesoureiro                          |
| Inês Maria de Carvalho Lains               |                                     |
| Filipe Madeira Martins                     |                                     |
| Ricardo Araújo Cardoso                     |                                     |
| Inês Valente de Sá Sousa Ribeiro           |                                     |
| Vera Raquel Cruz e Silva                   |                                     |
| Alberto Carlos Cavaco Pais de Sousa        |                                     |
| Francisco Miguel Andrade Requicha Ferreira |                                     |
| Ana Luísa dos Santos Catarino              |                                     |
| Mesa do Plenário                           |                                     |
| Paulo Alexandre da Costa Neves             | Presidente da Mesa do Plenário      |
| Andreia Vaz Felizes                        | Vice-Presidente da Mesa do Plenário |
| Ana Linda de Festas Borges                 | Secretário da Mesa do Plenário      |

| Inês Morgadinho Barros de Mesquita     | Presidente                                 |
| Ana Rita Silva Machado Tavares Rocha   | Vice-Presidente                            |
| Ana Luísa dos Santos Catarino          | Tesoureiro                                 |
| João Pedro Macedo Vale                 | Secretário                                 |
| Inês Valente de Sá Sousa Ribeiro       |                                            |
| Miguel José Cabral de Pinho            |                                            |
| Joana Catarina Barroso Amaral          |                                            |
| Carla Sofia Morgado Pinto Reis         |                                            |
| Miguel José Gonçalves Pinto de Gouveia |                                            |
| Ana Raquel Meneses Mota de Faria       |                                            |
| Micaela Ferreira Oliveira              |                                            |
| Manuel de Oliveira Santos              | Coordenador do Pelouro de Educação Médica  |
| Mariana Andrade                        | Coordenadora do Pelouro de Educação Médica |

| Luís Miguel Leonardo Machado            | Presidente                          |
| Miguel José Cabral de Pinho             | Vice-Presidente                     |
| Maria Teresa Freitas Correia            | Tesoureiro                          |
| João Pedro Macedo Vale                  | Secretário                          |
| Joana Catarina Barroso Amaral           |                                     |
| Gilberto Carlos Pires da Rosa           |                                     |
| Carla Sofia Morgado Pinto Reis          |                                     |
| Margarida Pinheiro Gaio Seabra Rato     |                                     |
| Diana dos Santos Mota                   |                                     |
| Cláudio José Ferreira do Espírito Santo |                                     |
| João Nuno Bicho Beato                   |                                     |
| Rui Miguel Carvalho Santos              |                                     |
| Mesa do Plenário                        |                                     |
| Inês Morgadinho Barros de Mesquita      | Presidente da Mesa do Plenário      |
| Sérgio Miguel Carvalho Zenha            | Vice-Presidente da Mesa do Plenário |
| Ana Luísa dos Santos Catarina           | Secretário da Mesa do Plenário      |

| Rui Miguel Carvalho Santos              | Presidente                          |
| Cláudio José Ferreira do Espírito Santo | Vice-Presidente                     |
| Raquel Coutinho de Sousa Gaio           | Tesoureiro                          |
| Maria Teresa Freitas Carreira           | Secretário                          |
| Ana Rita Vaz Magalhães                  |                                     |
| Diogo Carvalho Ferreira                 |                                     |
| Maria João Cabral Susano da Costa       |                                     |
| Cláudio da Matta Coelho                 |                                     |
| David Alexandre de Oliveira Neves       |                                     |
| Andreia Filipa Batista Tereso           |                                     |
| Ana Filipa Vaz Carvalho                 |                                     |
| Margarida Barroso Varela dos Santos     |                                     |
| João Nuno Bicho Beato                   |                                     |
| Margarida Pinheiro Gaio Seabra Rato     |                                     |
| Pedro José Ramalho Rodrigues            |                                     |
| Diogo Constantino                       | Coordenador de Fundraising          |
| Mesa do Plenário                        |                                     |
| Luís Miguel Leonardo Machado            | Presidente da Mesa do Plenário      |
| Joana Catarina Barroso Amaral           | Vice-Presidente da Mesa do Plenário |
| Carla Sofia Morgado Pinto Reis          | Secretário da Mesa do Plenário      |

| Ana Filipa Vaz Carvalho                       | Presidente                          |
| Tânia Daniela Carvalho Miranda Alves Faustino | Vice-Presidente                     |
| Mariana Carvalho Barreto                      | Tesoureiro                          |
| Luís Pedro Franco Ribeiro                     | Secretário                          |
| Nuno Miguel Freitas Oliveira                  |                                     |
| Andreia Filipa Fonseca Carriço                |                                     |
| Inês Coutinho Oliveira de Lima Madanelo       |                                     |
| Nelson ALexandre Carvalho Cunha               |                                     |
| Ricardo Estêvão Gomes                         |                                     |
| Diogo Fernando Reis Carneiro                  |                                     |
| Joana Marta Batista Correia                   |                                     |
| Nuno André Graça Magalhães                    |                                     |
| Mesa do Plenário                              |                                     |
| Rui Miguel Carvalho Santos                    | Presidente da Mesa do Plenário      |
| Cláudio José Ferreira do Espírito Santo       | Vice-Presidente da Mesa do Plenário |
| Cláudio da Matta Coelho                       | Secretário da Mesa do Plenário      |

| Inês Coutinho Oliveira de Lima Madanelo  | Presidente                                           |
| Maria Lúcia Faria Moleiro                | Vice-Presidente                                      |
| Nuno André Graça e Magalhães             | Administrador                                        |
| Ana Raquel Viana da Silva                | Tesoureira                                           |
| Sofia de Lemos Rafael                    | Gestora Interna                                      |
| Sofia Daniela Gaspar Reis                | Gestora de Fundraising                               |
| João Alexandre Pires Barradas            | Coordenador do Pelouro Científico                    |
| Daniela Sofia Almeida Borges             | Coordenadora do Pelouro da Cultura                   |
| Miguel Arede Amaro Maciel                | Coordenador do Pelouro de Educação Médica            |
| Maria João Sousa Machado                 | Coordenadora do Pelouro de Direitos Humanos e Paz    |
| Ana Isabel Maia Pinto Araújo             | Coordenadora do Pelouro da Informação                |
| Sandrine Isabelle Silva Dias             | Coordenador do Pelouro Recreativo e Desportivo       |
| João Luís Umbelino Ferreira da Silva     | Coordenador do Pelouro Recreativo e Desportivo       |
| Ana Rita Rainho Ataíde Leite da Silva    | Coordenadora do Pelouro de Saúde Pública e Ambiental |
| Flávio André Azul Freitas                | Coordenador do Pelouro de Saúde Reprodutiva e SIDA   |
| João Nuno Gamito Lopes                   | Coordenador do Pelouro de Mobilidade Internacional   |
| Jorge Miguel Fernandes Reimão de Meneses | Coordenador do Pelouro de Mobilidade Internacional   |
| Mesa do Plenário                         |                                                      |
| Henrique Miranda Cabral                  | Presidente da Mesa do Plenário                       |
| Mariana Carvalho Barreto                 | Vice-Presidente da Mesa do Plenário                  |
| Ricardo Estêvão Gomes                    | Secretário da Mesa do Plenário                       |

| Daniela Sofia Almeida Borges              | Presidente                                                |
| João Alexandre Pires Barradas             | Vice-Presidente                                           |
| Joana Patrícia Almeida Borges             | Tesoureira                                                |
| Miguel Arede Amado Maciel                 | Administrador                                             |
| Diogo João Duarte da Silva                | Comunicação                                               |
| Ana Isabel Maia Pinto Araújo              | Imagem                                                    |
| Beatriz Rosendo de Carvalho e Silva       | Coordenadora do Departamento de Direitos Humanos e Paz    |
| Cristiana Filipa Pinto Campos             | Coordenadora do Departamento de Mobilidade Internacional  |
| Joel Coelho Marques                       | Coordenador do Departamento de Mobilidade Internacional   |
| Catarina Ferreira Silva Rosas             | Coordenadora do Departamento de Mobilidade Internacional  |
| Joana Carolina João Fernandes             | Coordenadora do Departamento de Saúde Pública e Ambiental |
| Ana Rafaela Gomes Esperança               | Coordenadora do Departamento de Saúde Pública e Ambiental |
| Flávio André Azul Freitas                 | Coordenador do Departamento de Saúde Reprodutiva e SIDA   |
| Mariana Gravato Guerra                    | Coordenadora do Departamento Recreativo e Desportivo      |
| João Luís Fernandes Lopes Cardoso         | Coordenador do Departamento Recreativo e Desportivo       |
| Miguel Fernandes Rodrigues Simões Martins | Coordenador do Departamento Recreativo e Desportivo       |
| João André Diogo de Sousa                 | Coordenador do Departamento de Educação Médica            |
| Nuno Simões Costa                         | Coordenador do Departamento de Educação Médica            |
| João Paulo Pires Dinis                    | Coordenador do Departamento Científico                    |
| Mesa do Plenário                          |                                                           |
| Rui Miguel Duarte Armindo                 | Presidente da Mesa do Plenário                            |
| Rafael Carreira Barão                     | Vice-Presidente da Mesa do Plenário                       |
| Carolina Almeida Santos Simões            | Secretário da Mesa do Plenário                            |

| João André Diogo de Sousa                   | Presidente                                                             |
| Beatriz Rosendo de Carvalho e Silva         | Vice-Presidente Interno                                                |
| Nuno Simões Costa                           | Vice-Presidente Externo                                                |
| Joana Patrícia Almeida Borges               | Tesoureira                                                             |
| Miguel Fernandes Rodrigues Simões Martins   | Administrador                                                          |
| Miguel Neves Correia da Silva               | Coordenador Executivo                                                  |
| José Alberto Ferreira de Castro Pereira     | Coordenador do Departamento de Saúde Pública, Reprodutiva e Ambiental  |
| Soraia da Costa Branco                      | Coordenadora do Departamento de Saúde Pública, Reprodutiva e Ambiental |
| Lara Vanessa Mendes Fernandes               | Coordenadora do Departamento de Direitos Humanos e Paz                 |
| João Toste Pestana de Almeida               | Coordenador do Departamento Recreativo e Desportivo                    |
| Ana Carolina Antunes da Cunha Pinto Gouveia | Coordenadora do Departamento Recreativo e Desportivo                   |
| Vanda Sofia Freitas Devesa Neto             | Coordenadora do Departamento de Ciência e Investigação                 |
| Carolina Sampaio Meda Cabaços               | Coordenadora do Departamento de Cultural                               |
| Pedro Miguel Alves Coelho Dias Cardoso      | Coordenadora do Departamento de Cultural                               |
| João Luís Fernandes Lopes Cardoso           | Coordenador do Departamento de Mobilidade Internacional                |
| João Miguel Alves Martins                   | Coordenadora do Departamento de Mobilidade Internacional               |
| Gonçalo Nuno Ferraz Costa                   | Coordenador do Departamento de Mobilidade Internacional                |
| Maria João Franco Gomes de Brito            | Coordenadora do Departamento de Imagem e Comunicação                   |
| Ana Patrícia Duarte Coimbra                 | Coordenadora do Departamento de Educação Médica                        |
| Hugo Alexandre Silva de Almeida             | Coordenador do Departamento de Educação Médica                         |
| Pedro Faustino                              | Coordenadora do Departamento de Ciência e Investigação                 |
| Mesa do Plenário                            |                                                                        |
| Daniela Sofia Almeida Borges                | Presidente da Mesa do Plenário                                         |
| Cristiana Filipa Pinto Campos               | Vice-Presidente da Mesa do Plenário                                    |
| Ricardo José Dinis de Sousa                 | Secretário da Mesa do Plenário                                         |

| João Luís Fernandes Lopes Cardoso         | Presidente                                                             |
| Gonçalo Nuno Ferraz Costa                 | Vice-Presidente Interno                                                |
| Hugo Alexandre Silva de Almeida           | Vice-Presidente Externo                                                |
| Miguel Fernandes Rodrigues Simões Martins | Vice-Presidente Administrativo                                         |
| Sara Alexandra Gaspar Amaral              | Tesoureira                                                             |
| Soraia da Costa Branco                    | Coordenadora de Projetos                                               |
| João Toste Pestana de Almeida             | Coordenador Executivo                                                  |
| Fábio Rafael Leite Costa                  | Vice-Tesoureiro                                                        |
| João António Cunha Neves                  | Coordenador do Departamento Recreativo e Desportivo                    |
| Tiago Manuel Pereira Barbosa              | Coordenador do Departamento Recreativo e Desportivo                    |
| Mariana Trigo Rodrigues Franco Miranda    | Coordenadora do Departamento de Mobilidade Internacional               |
| Henrique Proença da Cunha                 | Coordenador do Departamento de Mobilidade Internacional                |
| Sofia Martins dos Santos Picão Eusébio    | Coordenadora do Departamento de Mobilidade Internacional               |
| Liliana Isabel Oliveira de Jesus          | Coordenadora do Departamento de Direitos Humanos e Paz                 |
| Mariana Dias Almeida                      | Coordenadora do Departamento de Cultural                               |
| Beatriz Castro Soares Morais da Silva     | Coordenadora do Departamento de Imagem e Comunicação                   |
| Ana Rita Moreira Fradique Valente         | Coordenadora do Departamento de Saúde Pública, Reprodutiva e Ambiental |
| Rafael Azevedo Dias                       | Coordenador do Departamento de Saúde Pública, Reprodutiva e Ambiental  |
| Diogo Pires dos Santos                    | Coordenador do Departamento de Educação Médica                         |
| Sara Isabel dos Santos Albernaz Lopes     | Coordenadora do Departamento de Educação Médica                        |
| Luís André Godinho Melo                   | Coordenador do Departamento de Ciência e Investigação                  |
| Mesa do Plenário                          |                                                                        |
| Nuno Simões Costa                         | Presidente da Mesa do Plenário                                         |
| Miguel Neves Correia da Silva             | Vice-Presidente da Mesa do Plenário                                    |
| Joana Patrícia Almeida Borges             | Secretário da Mesa do Plenário                                         |

| João Toste Pestana de Almeida                    | Presidente                                                             |
| Mariana Trigo Rodrigues Franco Miranda           | Vice-Presidente Interno / Presidente                                   |
| Sara Isabel Santos Albernaz Lopes                | Vice-Presidente Externo                                                |
| Mariana Dias Almeida                             | Vice-Presidente Administrativo                                         |
| Inês Marques Ferreira                            | Tesoureira                                                             |
| Ana Rita Moreira Fradique Valente                | Coordenadora de Projetos                                               |
| Tiago Manuel Pereira Barbosa                     | Coordenador Executivo                                                  |
| Rita Margarida Sousa Xavier                      | Vice-Tesoureira                                                        |
| Diogo Bernardo de Matos                          | Coordenador do Departamento de Ciência e Investigação                  |
| Ana Lúcia Batista Oliveira                       | Coordenadora do Departamento de Mobilidade Internacional               |
| André Fernandes Santos Moreira                   | Coordenador do Departamento de Mobilidade Internacional                |
| Liliana Maria Faria Igreja                       | Coordenadora do Departamento de Mobilidade Internacional               |
| Maria João Macedo Vale                           | Coordenadora do Departamento de Direitos Humanos e Paz                 |
| Tiago André de Menezes Lessa Alves               | Coordenador do Departamento Recreativo e Desportivo                    |
| Ana Rita Ribeiro Branco da Silva                 | Coordenadora do Departamento Recreativo e Desportivo                   |
| Filipe Jorge Pencas Alfaiate                     | Coordenador do Departamento de Educação Médica                         |
| Catarina Pereira da Silva Pais Rodrigues         | Coordenadora do Departamento de Educação Médica                        |
| Cláudia Marina Carneiro da Cruz                  | Coordenadora do Departamento de Imagem e Comunicação                   |
| Maria de Lurdes Rovisco Branquinho Pais Monteiro | Coordenadora do Departamento de Saúde Pública, Reprodutiva e Ambiental |
| Sara Pereira de Sousa                            | Coordenadora do Departamento de Saúde Pública, Reprodutiva e Ambiental |
| Pedro Manuel Conceição Nolasco Pinto             | Coordenador do Departamento de Cultural                                |
| Mesa do Plenário                                 |                                                                        |
| João Luís Fernandes Lopes Cardoso                | Presidente da Mesa do Plenário                                         |
| Hugo Alexandre Silva de Almeida                  | Vice-Presidente da Mesa do Plenário                                    |
| Gonçalo Nuno Ferraz Costa                        | Secretário da Mesa do Plenário                                         |

| Ana Rita Moreira Fradique Valente                  | Presidente                                                             |
| Mariana Dias Almeida                               | Vice-Presidente Interno                                                |
| Pedro Manuel Conceição Nolasco Pinto               | Vice-Presidente Externo                                                |
| Rita Margarida Sousa Xavier                        | Vice-Presidente Administrativo                                         |
| Inês Marques Ferreira                              | Tesoureira                                                             |
| Carina Daniela Castro e Silva                      | Coordenadora de Projetos                                               |
| Maria João Sá Miguel Perestrelo Cavaco             | Coordenadora do Departamento de Mobilidade Internacional               |
| Ana Beatriz Fonseca Modesto Alves Pacheco          | Coordenadora do Departamento de Mobilidade Internacional               |
| André Francisco Sevivas Fontoura                   | Coordenador do Departamento de Mobilidade Internacional                |
| Inês Gamelas da Costa Prior                        | Coordenadora do Departamento de Ciência e Investigação                 |
| Catarina Cardoso Gomes                             | Coordenadora do Departamento de Saúde Pública, Reprodutiva e Ambiental |
| José Pedro Rocha Borges                            | Coordenador do Departamento de Saúde Pública, Reprodutiva e Ambiental  |
| Vitória Silva de Melo                              | Coordenadora do Departamento de Cultura e Arte                         |
| Pedro Duarte Silva Fernandes                       | Coordenador do Departamento de Educação Médica                         |
| Catarina Fidalgo Dourado                           | Coordenadora do Departamento de Educação Médica                        |
| Francisco Miguel Malveiro Sobral Ventura Rodrigues | Coordenador do Departamento de Educação Médica                         |
| André Macedo Ribeiro                               | Coordenador do Departamento Recreativo e Desportivo                    |
| Valter Duarte                                      | Coordenador do Departamento Recreativo e Desportivo                    |
| Ana Catarina Durão Lacerda Lopes                   | Coordenadora Executiva do Departamento de Imagem e Comunicação         |
| Hugo José da Costa Pereira                         | Coordenador de Imagem do Departamento de Imagem e Comunicação          |
| Maria Carolina Martins Machado                     | Coordenadora do Departamento de Direitos Humanos e Paz                 |
| Tiago Jorge da Silva Costa                         | Coordenador do Departamento de Marketing e Fundraising                 |
| Mariana Jacinto Araújo                             | Coordenadora do Departamento de Marketing e Fundraising                |
| Mesa do Plenário                                   |                                                                        |
| Sara Isabel dos Santos Albernaz Lopes              | Presidente da Mesa do Plenário                                         |
| Tiago Manuel Pereira Barbosa                       | Vice-Presidente da Mesa do Plenário                                    |
| Mariana Trigo Rodrigues Franco Miranda             | Secretário da Mesa do Plenário                                         |

| José Pedro Rocha Borges                            | Presidente                                                            |
| André Francisco Sevivas Fontoura                   | Vice-Presidente Interno                                               |
| Catarina Fidalgo Dourado                           | Vice-Presidente Externo                                               |
| Francisco Miguel Malveiro Sobral Ventura Rodrigues | Vice-Presidente Administrativo                                        |
| Catarina Cardoso Gomes                             | Tesoureiro                                                            |
| Teresa Torres Teixeira                             | Coordenador de Projetos                                               |
| Bruno Daniel Pereira Paiva                         | Coordenador Executivo                                                 |
| Ana Margarida da Silva Ribeiro                     | Coordenador do Departamento de Arte e Lazer                           |
| Patrícia Sofia Albuquerque Costa Martins           | Coordenador do Departamento de Ciência e Investigação                 |
| Carla Sofia Simões Pereira                         | Coordenador do Departamento de Direitos Humanos e Paz                 |
| Catarina Isabel Carneiro Ferreira                  | Coordenador do Departamento de Direitos Humanos e Paz                 |
| Miguel Veríssimo Carvalho Lince Duarte             | Coordenador do Departamento de Educação Médica                        |
| Jéssica Alexandra Oliveira Ribeiro                 | Coordenador do Departamento de Educação Médica                        |
| Brenda Maria da Silva Toro                         | Coordenador do Departamento de Imagem e Comunicação                   |
| Tiago Jorge da Silva Costa                         | Coordenador do Departamento de Imagem e Comunicação                   |
| Pedro Miguel Ribeiro Neto                          | Coordenador do Departamento de Marketing e Fundraising                |
| Taciana Augusta Serra Lopes Pinto Santos           | Coordenador do Departamento de Marketing e Fundraising                |
| Ana Cláudia Cavadas Pereira de Almeida             | Coordenador do Departamento de Mobilidade Internacional               |
| Ana Cristina Carvalho Figueiras                    | Coordenador do Departamento de Mobilidade Internacional               |
| Francisco Xavier Proença da Cunha Sequeira Mano    | Coordenador do Departamento de Mobilidade Internacional               |
| Valente de Magalhães                               | Coordenador do Departamento Recreativo                                |
| Sara Isabel Pereira de Barros Carneiro             | Coordenador do Departamento Recreativo                                |
| Beatriz Meneses Vieira                             | Coordenador do Departamento de Saúde Pública, Reprodutiva e Ambiental |
| Matilde Gomes Santana                              | Coordenador do Departamento de Saúde Pública, Reprodutiva e Ambiental |
| Ana Sofia Valente Reimão                           | Coordenador Geral do In4Med                                           |
| Mesa do Plenário                                   |                                                                       |
| Ana Rita Moreira Fradique Valente                  | Presidente da Mesa do Plenário                                        |
| Pedro Manuel Conceição Nolasco Pinto               | Vice-Presidente da Mesa do Plenário                                   |
| Carina Daniela Castro e Silva                      | Secretário da Mesa do Plenário                                        |

| Catarina Fidalgo Dourado                           | Presidente                                                             |
| Ana Sofia Valente Reimão                           | Vice-Presidente Interna                                                |
| Matilde Gomes Santana                              | Vice-Presidente Externa                                                |
| Vitor Emanuel dos Santos Oliveira                  | Vice-Presidente Administrativo                                         |
| Carla Sofia Simões Pereira                         | Tesoureira                                                             |
| Ana Beatriz Gomes Vilas Boas                       | Coordenadora de Projetos                                               |
| Sara Cardoso Ferreira                              | Coordenadora da aNEMia                                                 |
| Nuno Ferreira Gonçalves Moreira Sampaio            | Coordenador do Departamento de Arte e Lazer                            |
| André Luís Silva do Carmo                          | Coordenador do Departamento de Ciência e Investigação                  |
| Ana Raquel Magalhães Martins                       | Coordenadora do Departamento de Educação Médica                        |
| Marta Sofia Moura Neves                            | Coordenadora do Departamento de Educação Médica                        |
| Catarina Almeida Simão Pedro                       | Coordenadora do Departamento de Imagem e Comunicação                   |
| Inês Pratas Nunes                                  | Coordenadora do Departamento de Imagem e Comunicação                   |
| Francisca Pinho Rocha                              | Coordenadora Executivo do Departamento de Imagem e Comunicação         |
| Daniel João Silva e Sousa Oliveira Henriques       | Coordenador do Departamento de Marketing e Fundraising                 |
| João Francisco Gante Sequeira                      | Coordenador do Departamento de Marketing e Fundraising                 |
| Ana Margarida Gonçalves de Jesus                   | Coordenadora do Departamento de Mobilidade Internacional               |
| Raquel Filipa Soares Rodrigues                     | Coordenadora do Departamento de Mobilidade Internacional               |
| Rui Miguel Correia Pancas                          | Coordenador do Departamento de Mobilidade Internacional                |
| Francisco Miguel Malveiro Sobral Ventura Rodrigues | Coordenador do Departamento Recreativo                                 |
| Rodrigo Morgado de Freitas Nascimento              | Coordenador do Departamento Recreativo                                 |
| Maria João Granjo Redondo                          | Coordenadora do Departamento de Saúde Pública, Reprodutiva e Ambiental |
| Maria Pinho Loio                                   | Coordenadora do Departamento de Saúde Pública, Reprodutiva e Ambiental |
| Mariana Marques Saraiva                            | Coordenadora do Departamento de Voluntariado e Intervenção Social      |
| Sara Cristina de Sousa Soares                      | Coordenadora do Departamento de Voluntariado e Intervenção Social      |
| Joana Rodrigues Morais César                       | Coordenadora Geral do In4Med                                           |
| Mesa do Plenário                                   |                                                                        |
| André Francisco Sevivas Fontoura                   | Presidente da Mesa do Plenário                                         |
| José Pedro Rocha Borges                            | Vice-Presidente da Mesa do Plenário                                    |
| Tiago Jorge da Silva Costa                         | Secretário da Mesa do Plenário                                         |
| Ana Cláudia Cavadas Pereira de Almeida             | Suplente 1 da Mesa do Plenário                                         |
| Ana Margarida da Silva Ribeiro                     | Suplente 2 da Mesa do Plenário                                         |

| Matilde Gomes Santana                 | Presidente                                                             |
| Maria Pinho Loio                      | Vice-Presidente Interna                                                |
| Sara Cardoso Ferreira                 | Vice-Presidente Externa                                                |
| João Francisco Gante Sequeira         | Vice-Presidente Administrativo                                         |
| Sara Cristina de Sousa e Soares       | Tesoureira                                                             |
| Mariana Marques Saraiva               | Coordenadora de Projetos                                               |
| Ana Carolina Ferreira Sequeira        | Coordenadora Executiva                                                 |
| Rita Gonçalves Rodrigues              | Coordenadora da aNEMia                                                 |
| Carolina Mendes Correia               | Coordenadora do Departamento de Arte e Lazer                           |
| Andreia Sofia Caldeira Balbino        | Coordenadora do Departamento deto de Ciência e Investigação e Formação |
| António Pinheiro Pinto                | Coordenadora do Departamento de Educação Médica                        |
| Diogo André Oliveira Silva            | Coordenadora do Departamento de Educação Médica                        |
| Guilherme Carvalhinho Quelhas Lindeza | Coordenadora do Departamento de Marketing e Comunicação                |
| Rui Manuel Marques Ferreira           | Coordenadora do Departamento de Marketing e Comunicação                |
| Maria Inês Pintho                     | Coordenadora do Departamento de Marketing e Comunicação                |
| Catarina da Silva Costa Cardoso       | Coordenadora do Departamento de Marketing e Comunicação                |
| Sofia Loureiro Reis Pedreiras         | Coordenadora do Departamento de Mobilidade Internacional               |
| Karyna Yuriyivna Chornenka            | Coordenadora do Departamento de Mobilidade Internacional               |
| Margarida Herdeiro Alves Jubilot Leão | Coordenadora do Departamento de Mobilidade Internacional               |
| Francisco Marques Serra               | Coordenador do Departamento Recreativo                                 |
| Rodrigo Morgado de Freitas Nascimento | Coordenador do Departamento Recreativo                                 |
| Ana Catarina Figueiredo da Silva      | Coordenadora do Departamento de Saúde Pública, Reprodutiva e Ambiental |
| António Emanuel Ramos Abreu           | Coordenadora do Departamento de Saúde Pública, Reprodutiva e Ambiental |
| Mariana Ruão Moreira Marques          | Coordenadora do Departamento de Voluntariado e Intervenção Social      |
| Susana Catarina Moura Torres          | Coordenadora do Departamento de Voluntariado e Intervenção Social      |
| Ricardo Filipe Toipa Ribeiro Lopes    | Coordenadora Geral do In4Med                                           |
| Mesa do Plenário                      |                                                                        |
| Vitor Emanuel dos Santos Oliveira     | Presidente da Mesa do Plenário                                         |
| Carla Sofia Simões Pereira            | Vice-Presidente da Mesa do Plenário                                    |
| Joana Rodrigues Morais César          | Secretáriao da Mesa do Plenário                                        |
| Rui Miguel Correia Pancas             | Suplente 1 da Mesa do Plenário                                         |
| Ana Beatriz Gomes Vilas Boas          | Suplente 2 da Mesa do Plenário                                         |
| Ana Sofia Valente Reimão              | Suplente 3 da Mesa do Plenário                                         |